# Girolamo Donnini

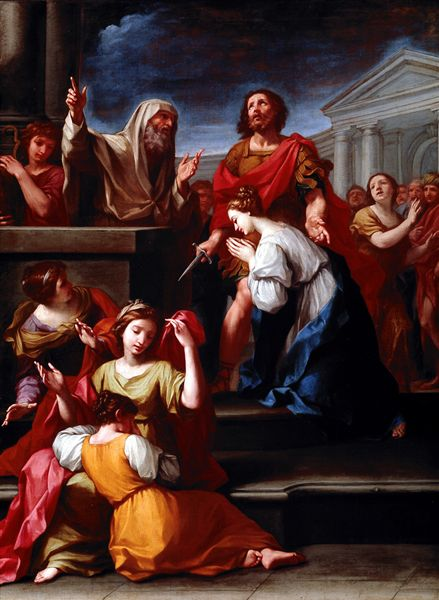
Sacrificio de la hija de Jefté

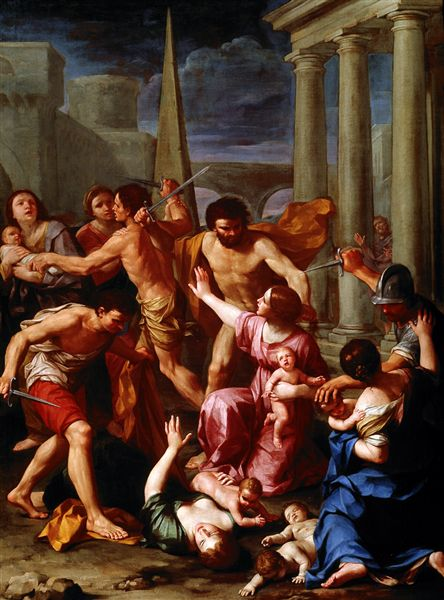
Matanza de los Inocentes

Girolamo Donnini (Correggio, 18 de abril de 1681 - Bolonia, 1743), pintor italiano del Barroco tardío.

## Biografía
Su primera formación como artista la recibió de Francesco Stringa en Módena. Posteriormente estudiaría con Giovanni Gioseffo dal Sole en Bolonia y con Carlo Cignani en Forli (1709). Fue este último maestro el que más profundamente marcó su estilo, como muestran sus varios trabajos repartidos por toda la Romagna, Turín y su propia ciudad natal, Correggio. Donnini tuvo mucho éxito entre la nobleza boloñesa, para quien se especializó en la producción de cuadros de gabinete.
Alumno suyo fue el pintor Francesco Boni, conocido como ‘il Gobbino de' Sinibaldi’.

## Obras destacadas
- Anunciación (Annunziata delle Orfanelle, Turín)
- San José instruido por un ángel (Corpus Domini, Turín)
- Visitación (Salesianos, Pescia)
- Visitación (San Sebastiano, Correggio)
- San Antonio de Padua (San Francesco, Rimini)
- Matanza de los Inocentes (Fondazione Pietro Manodori, Reggio Emilia)
- Sacrificio de la hija de Jefté (Fondazione Pietro Manodori, Reggio Emilia)
- Virgen con Cristo muerto y santos (Santa Eufemia, Rimini)
- Deposición (Ospedale Maggiore, Bergamo)
- Virgen de la Asunción con los santos Muguel, Quirino y Romano (San Quirino, Correggio)
- Virgen con el Niño (San Quirino, Correggio)